# Margraten (commune)
Cet article concerne la commune. Pour la localité, voir Margraten (village).
Margraten est une ancienne commune des Pays-Bas de la province du Limbourg, située dans l'extrême sud de cette province, voisine de la frontière belge.

## Histoire
Le 1er janvier 1982, lors de la vague des fusions massives du Limbourg méridional, la commune de Margraten est agrandie par rattachement des anciennes communes de Bemelen, Cadier en Keer, Mheer, Noorbeek et Sint Geertruid.
Le 1er janvier 2011, Margraten fusionne avec Eijsden pour former la nouvelle commune d'Eijsden-Margraten.